# Belley
Belley (pronunciado /bɛlɛ/) es una comuna francesa situada en el departamento de Ain, del cual es una subprefectura, de la región de Auvernia-Ródano-Alpes. Es la cabecera del distrito y el bureau centralisateur del cantón homónimo.
Los habitantes se llaman Belleysans.

## Geografía
La ciudad se ubica en la orilla oeste del río Ródano, en el sureste del departamento.

## Historia
Era la capital de la antigua provincia de Bugey.

## Demografía
| 5 815 | 5 470 | 5 958 | 7 049 | 7 583 | 7 981 | 7 807 | 8 004 | 8 466 | 8 909 | 9 103 |
| Para los censos de 1962 a 1999 la población legal corresponde a la población sin duplicidades (Fuente: INSEE [Consultar]) |       |       |       |       |       |       |       |       |       |       |